# Lijst van heren en vrouwen van Geldrop
De volgende lijst geeft de bewoners van het Kasteel Geldrop te Geldrop weer, de jaartallen geven de periode weer dat deze Heren en Vrouwen in het bezit waren van de heerlijkheid.
1. 1340-1371: Filips van Geldrop (1340)
2. 1371-1395: Jan van Geldrop
3. 1395-1403: Filips van Geldrop (1395),
4. 1403-1405: Rogier van Geldrop
5. 1405-1456: Filips van Geldrop (1405)
6. 1456-1462: Jutta van Geldrop
7. 1462-1488: Filips van Horne (1421)
8. 1488-1505: Arnold van Horne (1460)
9. 1505-1542: Maximiliaan van Horne
10. 1542-1552: Maarten van Horne
11. 1552-1570: Hendrik van Merode
12. 1570-1573: Filips van Horne (1570)
13. 1574-1580: Willem van Horne (1550)
14. 1585-1605: Maria van Horne
15. 1605-1617: Amandus I van Horne
16. 1617-1650: Amandus II van Horne
17. 1650-1672: Amandus III van Horne
18. 1672-1691: Martinus Ignatius van Horne
19. 1691-1703: Embertus van Horne
20. 1703-1715: Johan Carel van Horne
21. 1715-1746: Maria Johanna Constantia van Horne
22. 1746-1768: Jan Robert Joseph O'Donnoghue
23. 1768-1772: Adriaan van Sprangh
24. 1772-1791: Catharina Petronella Nobel
25. 1792-1825: Wilhelmina Johanna Eckringa van Sprangh
26. 1828-1843: Sara Hoevenaar,
27. 1843-1905: Hubertus Paulus Hoevenaar
28. 1905-1934: Arnaudina Hoevenaar
29. 1934-1938: Jan Maximiliaan van Tuyll van Serooskerken (1886-1938)
30. 1938-1974: Carolina Frederika Henriette Quarles van Ufford
31. 1974-1996: Gemeente Geldrop
32. 1996-heden: Stichting Kasteel Geldrop